# Adrien van den Branden de Reeth
Baron Adrien Fernand Marie Joseph Ghislain van den Branden de Reeth (Watermaal-Bosvoorde, 8 juni 1899 - Ukkel, 26 juli 1980) was een Belgisch minister en magistraat.

## Biografie

### Familie
Van den Branden was een lid van het geslacht Van den Branden de Reeth en zoon van baron Raymond van den Branden de Reeth (1870-1947), eerste advocaat-generaal bij het hof van beroep in Brussel, en jkvr. Hortense du Roy de Blicquy (1874-1951). Hij trouwde in 1923 in Sint-Pieters-Woluwe met barones Marie-Madeleine d'Huart (1902-1978), met wie hij acht kinderen kreeg.

### Loopbaan
Van den Branden liep school aan het Sint-Michielscollege in Brussel, waarvan hij van 1934 tot 1938 voorzitter van de oud-leerlingenvereniging was. Hij werkte tijdens de Eerste Wereldoorlog mee aan het clandestiene blad La Libre Belgique dat op de school werd verspreid. In 1916 werd hij veroordeeld tot meerdere maanden gevangenisstraf. In 1917 probeerde hij zich bij het Belgische leger aan te sluiten door via Nederland te vluchten, maar bij het oversteken van de grens te Moelingen werd hij gearresteerd en vervolgens gedurende zestien maanden in verschillende Duitse kampen geïnterneerd.
Hij promoveerde tot doctor in de rechten en trad toe tot de staande magistratuur. Hij werd achtereenvolgens:
- 1923: substituut-procureur des Konings in Antwerpen,
- 1924: substituut-procureur des Konings in Brussel,
- 1935: eerste substituut-procureur des Konings in Brussel),
- 1937: substituut-procureur-generaal in Brussel.

### Tweede Wereldoorlog
Toen de Tweede Wereldoorlog uitbrak vluchtte zijn familie naar Frankrijk, maar Van den Branden bleef op post. Hij werd waarnemend procureur des Konings in Nijvel, maar keerde in 1941 terug naar zijn eerdere functie. Hij betwistte openlijk de wettigheid van bepaalde besluiten van de door de Duitse bezetter benoemde secretarissen-generaal. Hij werd geschorst uit zijn functie en door procureur-generaal Charles Collard op 10 januari 1943 gearresteerd. Samen met 25 andere advocaten en magistraten werd hij tot 20 februari in de citadel van Hoei opgesloten.
Tijdens de oorlog leidde hij binnen de magistratuur een verzetsgroep. Hij sloot zich ook aan bij het Onafhankelijkheidsfront en werkte vanaf april 1943 mee aan de verspreiding van Justice libre, waarvan hij ook hoofdredacteur was. Hij werkte ook mee aan de Faux Soir ('valse Soir') die op 9 november 1943 in de kiosken te koop lag in plaats van de 'echte' collaborerende Le Soir.
Hij werd bij de Bevrijding nationaal secretaris van het Onafhankelijkheidsfront.

### Minister
In de regering-Van Acker II (2 augustus 1945 tot 9 januari 1946, in functie tot 3 maart) werd Van den Branden als extraparlementair technicus, minister van Oorlogsslachtoffers. Ook al was het hem als magistraat niet mogelijk om politieke kleur te bekennen, was het algemeen bekend dat hij geassocieerd was met de Union Démocratique Belge (UDB), de travaillistische christelijke partij die uit het Verzet was ontstaan. Het was opmerkelijk dat zijn kabinetschef een belangrijke communistische leider was, Xavier Relecom. Hij slaagde er in de talrijke en uiteenlopende organisaties van nazislachtoffers te groeperen in de Nationale Confederatie van Politieke Gevangenen en Rechthebbenden.
Na de val van de regering stond hij op de vierde plaats van de UDB-lijst bij de verkiezingen van februari 1946, maar hij behaalde slechts 320 stemmen en werd niet verkozen.

### Terugkeer naar de magistratuur
Van den Branden keerde na zijn regeringsdeelname naar de magistratuur terug. Hij werd in maart 1946 advocaat-generaal bij het hof van beroep in Brussel en in 1964 eerste advocaat-generaal. In oktober 1966 ging hij met emeritaat.
Hij was actief in de beweging die zich verzette tegen de herbewapening van Duitsland en het Noord-Atlantisch Verdrag. Hij was lid van onder meer de Union belge pour la défense de la paix (UBDP), de Belgische tak van de Wereldvredesraad, samen met Antoine Allard, die hij kende vanop zijn middelbare school. De verzetsgroep Justice libre was na de oorlog omgevormd tot Renaissance judiciaire, die zich toelegde op de studie van juridische vraagstukken en gerechtelijke hervorming. De organisatie was aangesloten bij de Association internationale des juristes démocrates, waarvan Van den Branden internationaal vicevoorzitter en voorzitter van de Belgische afdeling (afgesloten van de internationale organisatie in juli 1949) was.
In oktober 1949 was Vanden Branden aanwezig op het podium op een congres van de UBDP en een "vredesconferentie" in het Koninklijk Circus. Procureur-generaal Camille Pholien sommeerde hem om zijn aanwezigheid bij dergelijke manifestaties te verantwoorden. Pholien eiste dat hij zich terugtrok uit de betrokken organisaties, Van den Branden weigerde toe te geven en kwalificeerde het verzoek als een machtsoverschrijding. De liberale minister Albert Lilar sprak Pholiens stelling dat "het een magistraat verboden is om lid te zijn van politieke verenigingen" tegen na een onderhoud met beide magistraten, maar dat een magistraat zich wel dient te onthouden van politieke activiteit. In december dat jaar werd hij desalniettemin door Pholien - ditmaal gesteund door de katholieke minister Romain Moyersoen - gesanctioneerd met een tuchtmaatregel. De zaak bleef aanspannen en in februari 1951 legde Van den Branden zijn leidinggevende functies neer, maar behield zijn lidmaatschappen.

## Onderscheidingen
- Grootofficier in de Kroonorde
- Commandeur in de Leopoldsorde
- Commandeur in de Orde van Leopold II
- Medaille van de Weerstand